# Прейс, Адольф Фёдорович
Адольф Фёдорович Прейс — российский нумизмат балтийско-немецкого происхождения, один из основателей Археологическо-нумизматического общества.

## Биография
Прейс родился в Либаве (сегодня — Лиепая, Латвия) в семье пастора немецкой лютеранской кирхи Адольфа Фридриха Якоба Прейса и Доротеи Юлианны Шарлотты Прейс (Штоббе). В юности был вольнослушателем Дерптского университета, затем переехал в Санкт-Петербург, где большую часть жизни проработал экспедитором таможни.
Согласно Русскому биографическому словарю, Прейс унаследовал интерес к истории, краеведению и нумизматике от своего отца. Он стал одним из первых членов Рижского Общества любителей древности и истории Остзейских провинций. В Петербурге он продолжил пополнять коллекцию исторических монет и библиотеку по истории Балтии.
В 1846 году вместе с Яковом Рейхелем принял участие в создании Археологическо-нумизматического общества, которое затем было переименовано в Императорское Русское археологическое общество. В документах 1851 года Прейс числится казначеем Общества и членом его отделения древней и западной археологии.
Незадолго до смерти Прейс продал свою библиотеку князю Ливену, а коллекцию монет — купцу Мерцбахеру из Мюнхена. В 2017 году одна из монет коллекции Прейса поступила в фонд музея Елгавы.
В Государственном историческом музее в Москве хранится гравюра с таблицей медалей из коллекции Прейса и портретом нумизмата. Автор гравюры — Кастелли, издатель — Иверсен.